# Anders Hald
Pour les articles homonymes, voir Hald.
Anders Hald (3 juillet 1913 - 11 novembre 2007) est un statisticien danois qui a contribué à l'histoire des statistiques. Il a été professeur à l'université de Copenhague de 1960 à 1982.

## Sélection de publications

### En anglais
- (en) Anders Hald, A History of Parametric Statistical Inference from Bernoulli to Fisher, 1713-1935, New York, Springer, 2006, 223 p. (ISBN 978-0-387-46408-4 et 0-387-46408-5)
- (en) Anders Hald, A  History of Probability and Statistics and Their Applications before 1750, Hoboken, N.J, Wiley, 2003, 586 p. (ISBN 0-471-47129-1, présentation en ligne).
- (en) Anders Hald, A History of Mathematical Statistics – From 1750 to 1930, New York, Wiley, 1998, 795 p. (ISBN 0-471-17912-4, présentation en ligne).
- (en) Anders Hald, Statistical Theory with Engineering Applications, New York, Wiley, 1952, 3e éd. (présentation en ligne).
- (en) Anders Hald, Statistical Theory of Sampling Inspection by Attributes, London New York, Academic Press, 1981, 515 p. (ISBN 0-12-318350-2, présentation en ligne).
- (en) Anders Hald, Statistical Tables and Formulas, New York, Wiley, 1952, 97 p. (ISBN 978-0-471-34023-2, présentation en ligne).

### En danois
- Statistiske Metoder, 1949
- Statistisk Kvalitetskontrol, 1954
- Statistiske Metoder i Arbejdsstudierteknikken, 1955
- Elementær Lærebog i Statistisk Kvalitetskontrol, 1956